# Алма-Атинский ремонтный трамвайно-троллейбусный завод
Алма-Атинский ремонтный трамвайно-троллейбусный завод — завод в Алма-Ате, который занимался капитальным и плановым ремонтом трамваев и троллейбусов Казахстана. Был открыт в 1965 году, закрыт в 2009 году. На месте завода сейчас расположен торговый центр Metro.
Располагался на улице Саина, 18 и находился в ведении Министерства жилищно-коммунального хозяйства Казахской ССР
В 1991—1999 годах завод носил название «Электромаш», а в 1999—2009 годах на базе завода было создано ТОО «Электротранс-Сервис».

## История
Завод открылся в 1965 году под названием «Электромаш» и занимался капитальным и плановым ремонтом трамваев и троллейбусов Казахстана. Проектная мощность завода 100 единиц в год, но завод ремонтировал около 200 трамваев и троллейбусов в год. «Электромаш» производил капитальный и плановый ремонт трамваев. Завод находился в республиканском подчинении. Завод проводил капитальный ремонт вагонов — при проведении ремонта вагон обновлялся практически полностью. После проведения ремонта трамвайное депо получало практически новый вагон, способный ещё долгое время работать на линиях. Срок эксплуатации трамваев в городе был на год-два меньше гарантийного в связи со сложным рельефом, строением пути и пр.
В 1991–1992 годах объемы капитального ремонта на заводе сократились. В период 1996—1998 годы завод собрал около 15-20 троллейбусов ЗиУ-682Г00-ЭМ. Положение завода было критическим, в 2000 завод был выкуплен городом. Завод был выкуплен на средства «Алматыэлектротранс» и сразу приступил к обновлению технической базы. Вскоре встал вопрос о создании троллейбуса на самом заводе. В начале 2000 года на предприятии был создан конструкторский отдел, который возглавил кандидат технических наук Мукашев Марлен Шапамбаевич. Были созданы чертежи и в этом же году была собрана первая машина ТП KAZ 398, модели дали название — «Казахстан». В 2002 году завод «Электромаш» с новым названием «Электротранс-Сервис» приступил к массовому выпуску машин. На сентябрь 2003 завод выпустил около 60 машин, они эксплуатируются в Астане и Алма-Ате.
Летом 2004 года заводом Электротранс-Сервис были выпущены ещё несколько разработок троллейбусов. Машины, получившие номера 1045, 1029, 1050 имели уже модернизированную кабину с фарами от а/м ГАЗель. 1052 с совершенно отличной от всех других кабиной, 1053 — с электрооборудованием на крыше. В планах была дальнейшая проработка конструкции троллейбуса, совершенствование салона и кабины машины, завод имел технические мощности для производства экологически чистых автобусов, отвечающих стандарту Евро-3. В 2005 году после закрытия завода «Шкода-Остров» завод «Электротранс-Сервис» приобрел у него стапель Шкода, а также Шкоду-21. На её базе было выпущено 2 низкопольных троллейбуса. Однако производство низкопольного троллейбуса обходилось недешево, и в 2006 году началось производство троллейбуса «Аламан». Вместо дорогих портальных мостов стали устанавливаться обычные мосты, троллейбус стал полунизкопольным. Вместо фирменных фар ставились фары от автомобиля ВАЗ-2107, салон был как у троллейбуса «Казахстан», электрообородувание ставилось от списанных ЗиУ-9. Однако к 2007 году все списанные ЗиУ закончились, и тогда начали закупать запчасти с завода ТролЗа — якобы для КВРа.
В 2008 году производство троллейбусов «Казахстан» прекратилось (всего было собрано 164 машины), после чего на заводе собрали методом «крупноузловой сборки» 20 низкопольных троллейбусов NEOPLAN-KAZAKHSTAN YOUNG MAN GNP 6120 GDZ. Затем завод был закрыт, а в 2010 году его территория 5,5 га была передана под строительство торгового центра.